# Chad Mendes
Chad Eduardo Mendes (* 1. května 1985) je americký boxer a bývalý zápasník smíšených bojových umění. Pracuje v organizaci Bare Knuckle Fighting Championship (BKFC). Proslavil zápasením v organizaci Ultimate Fighting Championship (UFC), kde se třikrát stal šampionem.

## Kariéra

### Wrestling
Během studií na California Polytechnic State University za ni pravidelně zápasil ve wrestlingu.

### MMA
S MMA začal ve společnosti Palace Fighting Championship, ve které ukázal velký talent pro bojová umění.
V roce 2010 debutoval ve společnosti World Extreme Cagefighting. I zde patřil mezi velké talenty. Ve stejnou dobu zde zápasil i americký zápasník Cub Swanson.
Ve stejném roce se přesunul do Ultimate Fighting Championship.
Mezi jeho nejznámější zápasy patřil například ten proti José Aldovi a Alexandru Volkanovskovi.
S MMA skončil v roce 2018.

### Bare-knuckle boxing
Od roku 2021 se věnuje Bare-knuckle boxingu ve společnosti Bare Knuckle Fighting Championship.

## Kontroverze
V červnu 2016 byl obviněn z použití dopingu. Tvrzení se následně potvrdilo. Za užívání růstových hormonů mu byl uložen zákaz zápasení na dva roky. K MMA se mohl vrátit až v půlce roku 2018.

## Osobní život
Je portugalského, italského, portorikánského, irského a indiánského původu.
Má manželku Abby. V roce 2019 se jim narodila dcera.

## MMA výsledky
| Výsledek | Bilance | Soupeř                | Metoda                | Událost                                                   | Datum              | Kolo | Čas  | Lokace                          |
| -------- | ------- | --------------------- | --------------------- | --------------------------------------------------------- | ------------------ | ---- | ---- | ------------------------------- |
| Prohra   | 18–5    | Alexander Volkanovski | TKO                   | UFC 232                                                   | 29. prosince 2018  | 2    | 4:14 | Inglewood, Kalifornie, USA      |
| Výhra    | 18–4    | Myles Jury            | TKO                   | UFC Fight Night: dos Santos vs. Ivanov                    | 14. července 2018  | 1    | 2:51 | Boise, Idaho, USA               |
| Prohra   | 17–4    | Frankie Edgar         | KO                    | The Ultimate Fighter: Team McGregor vs. Team Faber Finale | 11. prosince 2015  | 1    | 2:28 | Las Vegas, Nevada, USA          |
| Prohra   | 17–3    | Conor McGregor        | TKO                   | UFC 189                                                   | 11. července 2015  | 2    | 4:57 | Las Vegas, Nevada, USA          |
| Výhra    | 17–2    | Ricardo Lamas         | TKO                   | UFC Fight Night: Mendes vs. Lamas                         | 4. dubna 2015      | 1    | 2:45 | Fairfax, Virgínie, USA          |
| Prohra   | 16–2    | José Aldo             | Rozhodnutí rozhodčích | UFC 179                                                   | 25. října 2014     | 5    | 5:00 | Rio de Janeiro, Brazílie        |
| Výhra    | 16–1    | Nik Lentz             | Rozhodnutí rozhodčích | UFC on Fox: Johnson vs. Benavidez 2                       | 14. prosince 2013  | 3    | 5:00 | Sacramento, Kalifornie, USA     |
| Výhra    | 15–1    | Clay Guida            | TKO                   | UFC 164                                                   | 31. srpna 2013     | 3    | 0:30 | Milwaukee, Wisconsin, USA       |
| Výhra    | 14–1    | Darren Elkins         | KO                    | UFC on Fox: Henderson vs. Melendez                        | 20. dubna 2013     | 1    | 1:08 | San Jose, Kalifornie, USA       |
| Výhra    | 13–1    | Yaotzin Meza          | KO                    | UFC on FX: Sotiropoulos vs. Pearson                       | 15. prosince 2012  | 1    | 1:55 | Gold Coast, Austrálie           |
| Výhra    | 12–1    | Cody McKenzie         | KO                    | UFC 148                                                   | 7. července 2012   | 1    | 0:31 | Las Vegas, Nevada, USA          |
| Prohra   | 11–1    | José Aldo             | KO                    | UFC 142                                                   | 14. ledna 2012     | 1    | 4:59 | Rio de Janeiro, Brazílie        |
| Výhra    | 11–0    | Rani Yahya            | Rozhodnutí rozhodčích | UFC 133                                                   | 6. srpna 2011      | 3    | 5:00 | Philadelphia, Pennsylvania, USA |
| Výhra    | 10–0    | Michihiro Omigawa     | Rozhodnutí rozhodčích | UFC 126                                                   | 5. února 2011      | 3    | 5:00 | Las Vegas, Nevada, USA          |
| Výhra    | 9–0     | Javier Vazquez        | Rozhodnutí rozhodčích | WEC 52                                                    | 11. listopadu 2010 | 3    | 5:00 | Las Vegas, Nevada, USA          |
| Výhra    | 8–0     | Cub Swanson           | Rozhodnutí rozhodčích | WEC 50                                                    | 18. srpna 2010     | 3    | 5:00 | Las Vegas, Nevada, USA          |
| Výhra    | 7–0     | Anthony Morrison      | Submise               | WEC 48                                                    | 24. dubna 2010     | 1    | 2:13 | Sacramento, Kalifornie, USA     |
| Výhra    | 6–0     | Erik Koch             | Rozhodnutí rozhodčích | WEC 47                                                    | 6. března 2010     | 3    | 5:00 | Columbus, Ohio, USA             |
| Výhra    | 5–0     | Mike Joy              | Rozhodnutí rozhodčích | Tachi Palace Fights 1                                     | 8. října 2009      | 3    | 5:00 | Lemoore, Kalifornie, USA        |
| Výhra    | 4–0     | Steven Siler          | KO                    | TPF: Best of Both Worlds                                  | 16. července 2009  | 1    | 0:44 | Lemoore, Kalifornie, USA        |
| Výhra    | 3–0     | Art Arciniega         | Rozhodnutí rozhodčích | PFC: Best of Both Worlds 2                                | 23. dubna 2009     | 3    | 3:00 | Lemoore, Kalifornie, USA        |
| Výhra    | 2–0     | Leland Gridley        | TKO                   | PFC: Best of Both Worlds                                  | 6. února 2009      | 2    | 1:58 | Lemoore, Kalifornie, USA        |
| Výhra    | 1–0     | Giovanni Encarnacion  | Submise               | PFC 10: Explosive                                         | 26. září 2008      | 1    | 2:06 | Lemoore, Kalifornie, USA        |